# Giacomo Trotti

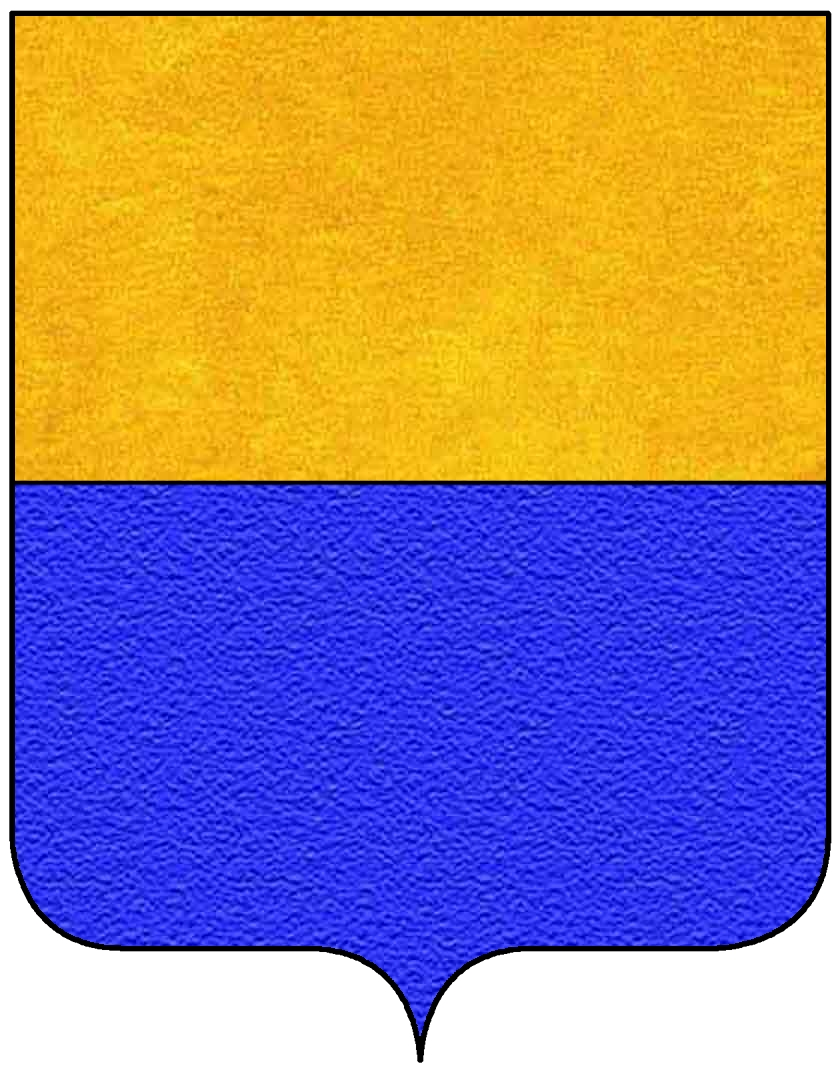
Stemma Trotti

Giacomo Trotti (Ferrara, 1423 – Vigevano, 7 ottobre 1495) è stato un nobile, diplomatico e ambasciatore italiano.

## Biografia
Era figlio primogenito di Ludovico Trotti, cittadino di Ferrara della contrada di San Giacomo. Insieme ai suoi fratelli Paolo Antonio, segretario e referendario, Brandelise, primo cameriere e maestro di casa, e Galeazzo ricoprì incarichi di grande importanza presso la corte degli Este. Altri due fratelli, Leonello e Niccolò, furono l'uno abate residente a Roma, l'altro cavaliere di Rodi. Il motto della loro famiglia, scritto sulle mura del palazzo, era: Qui non est mecum, contra me est.
Giacomo in particolare fu consigliere segreto, giudice dei XII Savii di Ferrara e segretario del duca Ercole I. Il cronista Hondedio di Vitale lo descrisse "de statura comune, rubiconda la faza tonda, capilli curti, verille et de grande intelligentia, da molti odiato ma temuto". La sua presenza a corte fu di tale importanza che, durante le frequenti e prolungate assenza di quest'ultimo, spesso impegnato sul fronte di guerra, egli affiancava la duchessa Eleonora nel governo, presiedeva all'esame delle suppliche e pranzava perfino con lei, mentre suo fratello Paolo Antonio era definito addirittura "più che compagno del duca, cum epso duca".
Stando alle cronache ferraresi, i Trotti al tempo del duca Borso "apena erano cognosciuti et erano poverissimi", ma sotto il successore Ercole I s'accrebbero a tal punto in potere e ricchezze da divenire primi cittadini in Ferrara e da attirarsi addosso gli odi e le gelosie non solo della nobiltà ma perfino del popolo. Essi vestivano "meglio del duca" con ricchi abiti di broccato d'oro, rasi e altre stoffe pregiate e indossavano collane d'oro massiccio da 700 o 800 ducati l'una. Giacomo stesso andava per la città "cum mazore pompa et cum più persone dreto" che non il duca.
Il cronista Ugo Caleffini, che nutriva profondi rancori verso i Trotti, ne dice:
(Ugo Caleffini, Croniche 1471-1494)
(Ugo Caleffini, Croniche 1471-1494)
In verità dalla corrispondenza privata come dal lavoro svolto parrebbe che i Trotti siano stati sempre fedelissimi al duca Ercole in ogni momento e fino alla fine, pronti al sacrificio di sé per la di lui causa; anche la lamentata vicinanza - dipinta ai limiti di una macchinazione - ai giudei, in verità si adeguava ad una politica di benevolenza nei confronti degli ebrei già voluta dal duca Ercole.
La loro influenza giunse a tali livelli che si diceva che avessero «afaturato» il duca. Durante i disordini scoppiati in città al tempo della Guerra del Sale con Venezia, la duchessa Eleonora dovette, per ottenere il sostegno militare dei cittadini, esiliare i Trotti da Ferrara. Prima ancora che i suoi fratelli fossero cacciati, Giacomo aveva preferito anticipare i tempi e  l'8 maggio 1482 si era diretto nottetempo a Milano, città nella quale decise di rimanere anche quando, due anni dopo, ai suoi fratelli fu concesso di rientrare a Ferrara.
Il Caleffini lamenta i "tradimenti et asassinamenti de dicto Iacomo, tiranno e ribaldo", addirittura lo accusa di essere stato "cagione de la guerra che fa la signoria de Vinesia al duca nostro" e ne dice:
(Ugo Caleffini, Croniche)
Uomo sempre dedito al proprio mestiere e fedelissimo al proprio signore, a Milano Giacomo svolse l'incarico di ambasciatore del duca Ercole presso Ludovico il Moro, allora governatore reggente della città, si occupò anche di condurre a termine le trattative nuziali tra quest'ultimo e la secondogenita del proprio signore, Beatrice d'Este, e di risolvere gli impedimenti che ne seguirono. Poiché la duchessa rifiutava di consumare il matrimonio, l'ambasciatore si improvvisò consulente di coppia, ma senza troppo successo, in quanto Beatrice gli si mostrava «un poco selvaggetta».
Essendo un uomo particolarmente serio nonché avaro, Giacomo cadeva spesso preda degli scherzi delle varie corti, dei quali il primo a esserci noto avvenne il primo maggio del 1478, durante la festa appunto del Calendimaggio, quando Rinaldo d'Este, fratello del duca, tolse "per piacere" dal collo del Trotti una delle sue catene d'oro massiccio e la portò ad impegnare all'osteria del Gorgadello, offrendo da bere del sirolo a tutti coloro che ne volessero.
Successivamente, abitando a Milano, cadde vittima dapprima degli scherzi del Moro, che durante il carnevale del 1485 invase la sua casa con un centinaio di cortigiani i quali gli svaligiarono la dispensa, quindi della duchessa Beatrice sua sposa, la quale, con la complicità del marito e del fidato Galeazzo (non è chiaro se il Visconti o il Sanseverino), si divertiva non solo a derubarlo di quanto portava indosso ma perfino a riempire la sua dimora di bestie selvatiche, quali gatti, lupi e volpotti, avendo saputo quanto simili animali fossero in grandissimo odio e fastidio all'anziano ambasciatore. Quest'ultimo se ne lamentava continuamente col duca Ercole suo padre, senza tuttavia molto successo.
Morì improvvisamente in un'osteria a Vigevano il 7 ottobre 1495.

## Discendenza
Giacomo Trotti non prese mai moglie, sebbene pare fosse stato sul punto di sposare una tale Luzia di Abiate, dal cui legame fu poi sciolto in quanto "villis condictionis". Tuttavia ci è nota l'esistenza di alcuni suoi figli illegittimi:
- Una figlia, il cui nome rimane oscuro, la quale nel gennaio 1478 all'età di dieci anni circa sposò messer Ugolino da Rimini,[14] e in seconde nozze Ettore dal Sacrato, figlio di Ludovico gentiluomo di Ferrara.[6]
- Niccolò, annoverato tra gli scudieri di Ercole d'Este nell'anno 1476 e tra gli uomini d'arme dal 1482 in poi.[15]
- Un'altra figlia sposò un figlio di Bartolomeo Lombardini nel marzo 1489.[16]
- Ludovico Milanino (n. 6 novembre 1486 - ...), avuto nella tarda età; dall'atto di legittimazione risalente al 1495, risulta essere l'unico figlio maschio di Giacomo, promesso sposo a Caterina Marliani e affidato in tutela dopo la morte del padre.[2][13]

## Nella cultura di massa
Giacomo è uno dei personaggi principali del romanzo Il banchetto di Orazio Bagnasco (1997).
Compare inoltre nei seguenti romanzi:
- La duchessa di Milano di Michael Ennis (1992);
- I cigni di Leonardo di Karen Essex (2006);
- I giorni dell'amore e della guerra di Carla Maria Russo (2016);
- La misura dell'uomo di Marco Malvaldi (2018).